# Fernando de los Llanos

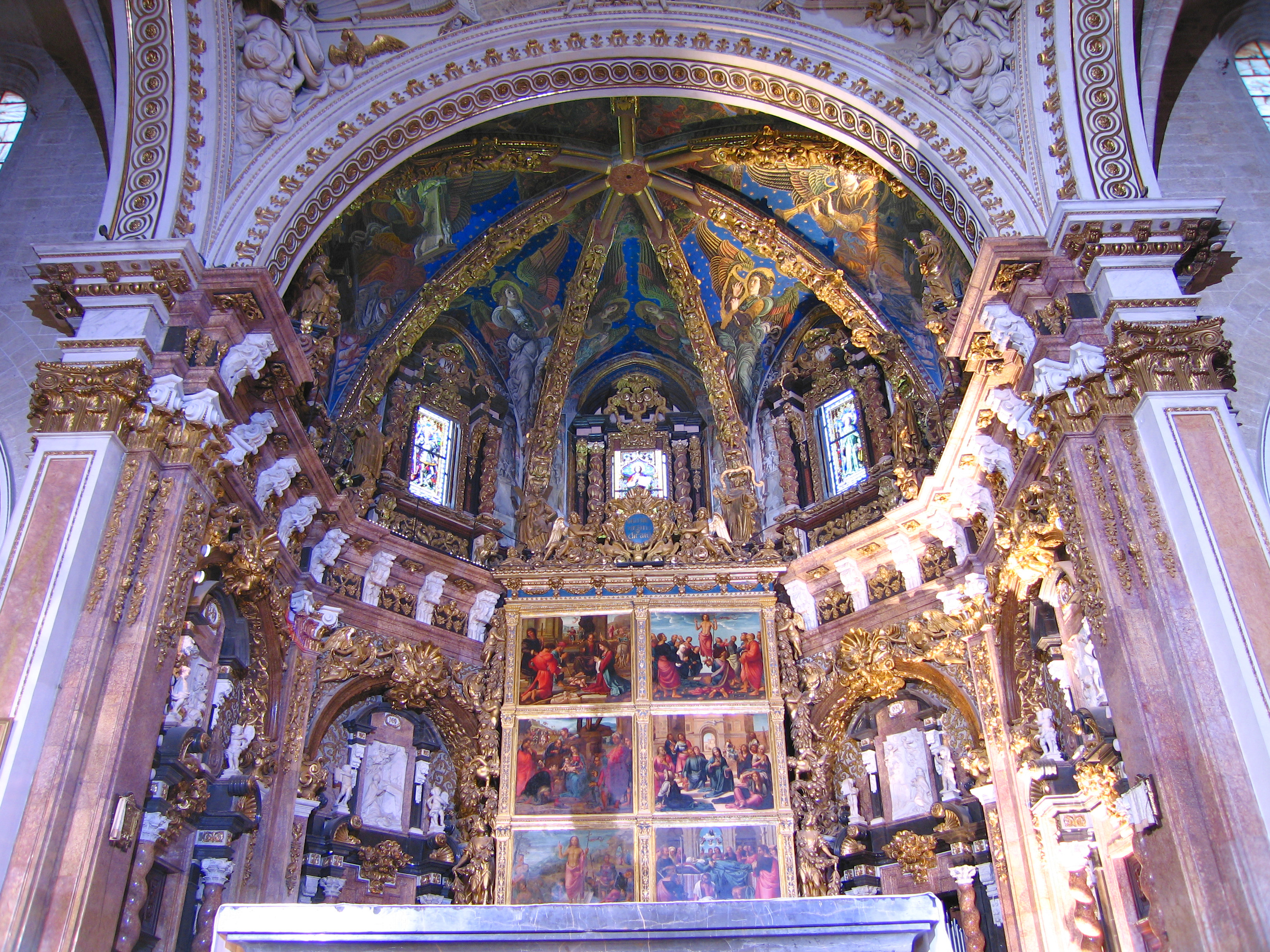
Fernando de los Llanos und Fernando Yáñez: Hochaltar der Kathedrale von Valencia, 1507

Fernando de los Llanos war ein spanischer Maler der Renaissance, der um 1510 in der Region um Valencia tätig war. Er soll, wie sein Name andeutet, aus  Santa María de los Llanos in der Provinz Cuenca stammen.

## Leben und Werk
Zusammen mit Fernando Yáñez de la Almedina malte Fernando de los Llanos von 1507 bis 1510 die zwölf Tafelbilder des Hochaltars in der Kathedrale von Valencia. Sie zeigen Szenen aus dem Leben Jesu und Szenen aus dem Marienleben.
Der Stil ist von Leonardo da Vinci beeinflusst, was zur Annahme führt, dass entweder Fernando de los Llanos oder Fernando Yáñez der bei Vasari als Mitarbeiter Leonardos genannte 'Fernando spagnuolo' ist.
Obwohl Fernando de los Llanos in künstlerischer Fertigkeit Fernando Yáñez etwas nachsteht, werden beide Maler zusammen als besonders einflussreich auf die Entwicklung eines spanischen Stiles der Hochrenaissance der Region gesehen. Um sie  wird die Renaissance-Schule von Valencia (span. escuela renacentista valenciana) gebildet.
Zu den Nachfolgern oder Schüler von Fernando de los Llanos wird der Meister von Alcira gerechnet.

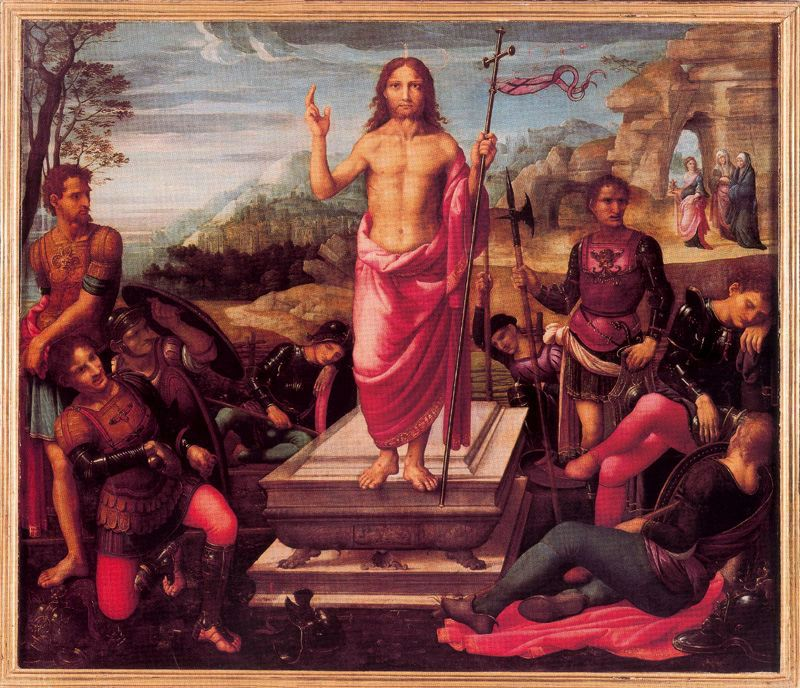
Resurrección
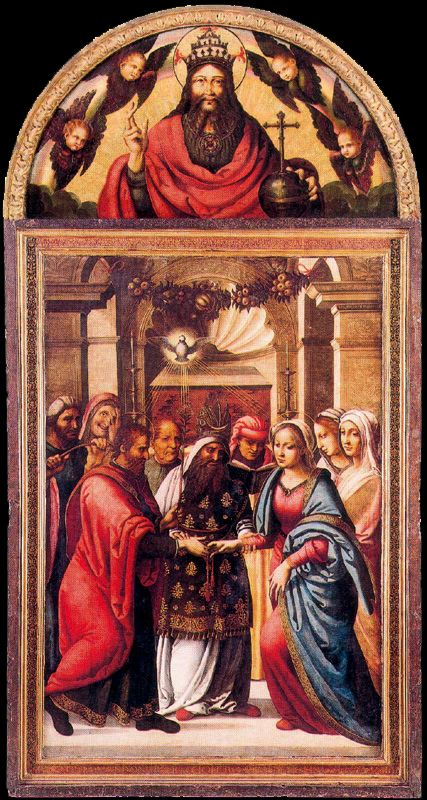
Desposorios de la Virgen, 1516